# 金衢片
金衢片，是吴语的一个方言片，主要分布在金衢盆地，人口620万，占吴语人口总数的12.4%。
金衢片內部差異較大，有些縣之間不能通話:8。其中金华话和兰溪话较接近:8，衢州话和龙游话与兰溪话以外的婺州片差异极大，划入金衢片颇有争议。

## 使用区域
金衢片方言的使用人口约595万，分佈於以下地区:195：
- 杭州市：建德市的乾潭鎮姚村、大慈岩镇及航头镇的梅岭、珏塘、石木岭、宙坞源等村，淳安县南部与衢州市衢江区交界的少数村，如安阳乡乌龙、黄家源、红山岙、㟪岭村，大墅镇田门宅村。
- 金华市：市辖区（婺城区、金东区），兰溪市，永康市，义乌市（大陈镇北部的红峰、燕窝二村除外[a]），东阳市，浦江县，武义县（原宣平县地区除外[b]），磐安县（胡宅乡、方前镇、高二乡除外[c]）。
- 衢州市：市辖区（柯城区、衢江区），龙游县。
- 丽水市：缙云县。

## 分区理论
金衢片这个概念在曹志耘的《南部吴语语音研究》一书中首次提出。旧分区理论把金华、衢州、丽水地区的方言分为婺州片、处衢片，而曹志耘将其分为金衢片和上丽片。

## 语音特点

### 帮端母
金衢片帮端母特殊读音的特点是以读鼻音[m n/ȵ]声母为主，也有[ʔb ʔd/l]等特殊声母。读鼻音声母（不包括“打”字读[n]声母）的只分布于金华绝大部分乡下、汤溪、义乌、东阳、磐安、永康、武义和缙云。浦江、金华朱基头只有“打”一字读[n]声母。在金华城里、兰溪、龙游、衢州，帮端母字没有特殊读音:183。

### 尖团
金衢片大部分地区都分尖团，只有龙游、衢州、金华城里年轻人、武义城里不分尖团:183。